# Fabien Fabiano
 (décembre 2016).
Si vous disposez d'ouvrages ou d'articles de référence ou si vous connaissez des sites web de qualité traitant du thème abordé ici, merci de compléter l'article en donnant les références utiles à sa vérifiabilité et en les liant à la section « Notes et références ».
Pour les articles homonymes, voir Fabiano.
Fabien Fabiano, ou Fabiano, pseudonyme de Fabien Marie Jules Coup dit « de Fréjac », est un peintre, illustrateur et caricaturiste français né le 10 octobre 1882 à Lamballe (Côtes-d'Armor) et mort le 26 mai 1962 dans le 16e arrondissement de Paris.

## Biographie
Fabien Marie Jules Coup naît le 10 octobre 1882 à Lamballe, fils du capitaine au long cours Alexandre Coup et de Marie Joséphine Le Dépensier.
Descendant d'une famille de marins bretons, Fabiano était peu destiné à devenir un peintre de la femme. « Mais je touche quand même à la marine », expliquera-t-il, « en ce sens que dans ma famille, c'est moi qui ai fait naufrage en faisant du dessin »[réf. nécessaire]. Autocritique de peu de fondement puisque Fabien Fabiano connut entre les deux guerres un certain succès : Gaston Derys le comparait à Daumier et à Gavarni[réf. nécessaire], André Thérive le qualifiait de « peintre sérieux de frivolités, comme le furent Fragonard et Lancret »[réf. nécessaire]. 
Enfant, il passe ses vacances dans le petit port de Dahouët, poursuit ses études au Collège de Saint-Servan, puis fait son service militaire à Saint-Malo. En 1900, il s'installe à Paris où il suit les cours de l'atelier préparatoire de l'École des beaux-arts. Il fréquente l'Académie Colarossi et prend des cours dans la classe d'Alfons Mucha. Mais c'est en tant que dessinateur humoristique qu'il se fait d'abord remarquer. 
Il a publié dans divers périodiques : La Vie parisienne, Le Rire, Fantasio, Journal amusant, Nos loisirs, Life, New York Tribune, Match, France-Soir, etc. Il a illustré des ouvrages de la collection « In Extenso » publiés à La Renaissance du livre.
Une relative aisance matérielle lui permet alors de s'échapper de Montmartre et de rechercher ses modèles en Orient, à Tahiti et dans les Amériques.
Il est fait chevalier de la Légion d'Honneur en septembre 1930, dix-ans après son frère aîné Étienne (officier de l'armée de terre, tué peu après dans les premières semaines de la Première Guerre mondiale) et quatre mois après son jumeau Gustave (administrateur des Colonies).
Il meurt le 26 mai 1962 dans le Seizième arrondissement de Paris.

## Publication
- Fabien Fabiano, Mes Modèles, Paris, chez l'auteur, 1951.